# Cercotrichas
Cercotrichas – rodzaj ptaków z podrodziny muchołówek (Muscicapinae) w rodzinie muchołówkowatych (Muscicapidae).

## Zasięg występowania
Rodzaj obejmuje gatunki występujące w Eurazji i Afryce.

## Morfologia
Długość ciała 14–20 cm; masa ciała 13–28 g.

## Systematyka

### Etymologia
- Cercotrichas: gr. κερκος kerkos – ogon; τριχας trikhas, τριχαδος trikhados – drozd[8].
- Aedon: łac. aëdon, aëdonis – słowik, od gr. αηδων aēdōn, αηδονος aēdonos – słowik, piosenkarka, od αειδω aeidō – śpiewać. W mitologii greckiej Aëdon była żoną Zetosa, która została zamieniona w słowika, kiedy próbując zamordować najstarszego syna swojej siostry Niobe, zabiła swojego własnego syna, Itylosa. W innych wersjach mitu została przemieniona w szczygła[9]. Gatunek typowy: Sylvia galactotes Temminck, 1820.
- Erythropygia: gr. ερυθρος eruthros – czerwony; -πυγιος -pugios – -zady, od πυγη pugē – zad, kuper[10]. Gatunek typowy: Erythropygia pectoralis A. Smith, 1836 = Sylvia leucophrys Vieillot, 1817.
- Agrobates: gr. αγρος agros – pole; βατης batēs – piechur, od βατεω bateō – stąpać, od βαινω bainō – chodzić[11]. Gatunek typowy: Sylvia galactotes Temminck, 1820.

### Podział systematyczny
Do rodzaju należą następujące gatunki:
- Cercotrichas paena (A. Smith, 1836) – drozdówka pustynna
- Cercotrichas hartlaubi (Reichenow, 1891) – drozdówka sawannowa
- Cercotrichas leucophrys (Vieillot, 1817) – drozdówka jasna
- Cercotrichas podobe (Statius Muller, 1776) – drozdówka czarna
- Cercotrichas galactotes (Temminck, 1820) – drozdówka rdzawa